# Symétrie de jauge
La symétrie de jauge est un principe qui s'applique à la mécanique quantique des trois forces fondamentales non gravitationnelles (électromagnétique, forte, faible). Elle correspond à l'invariance d'un système physique sous l'action locale d'un groupe de symétrie appelé groupe de jauge. Cela signifie qu'il est possible d'effectuer une transformation donnée par un élément du groupe de symétrie de façon indépendante en chaque point de l'espace-temps sans affecter le résultat des observations.

## Symétrie de jauge électromagnétique
La symétrie de jauge s'appliquant à la théorie de l'électrodynamique quantique est la symétrie régissant les interactions entre les électrons par l'intermédiaire des photons. Elle est basée sur le groupe {\displaystyle U(1)\,}. La démonstration utilise les propriétés des lagrangiens.

## Symétrie de jauge de la force nucléaire faible
Symétrie de jauge s'appliquant à l'interaction faible. C'est la symétrie régissant l'interaction entre les électrons et les neutrinos par exemple par l'intermédiaire des bosons W et Z. Elle est basée sur le groupe {\displaystyle SU(2)\,}.

## Symétrie de jauge de la force nucléaire forte
Symétrie de jauge sous-jacente à l'interaction forte. C'est la symétrie régissant les interactions entre les quarks par l'intermédiaire des gluons. Elle est basée sur le groupe {\displaystyle SU(3)\,}.

## Théorie de Yang-Mills
Une théorie qui généralise ces symétries de jauges est la théorie de Yang-Mills.